# Euaugaptilus parabullifer
Euaugaptilus parabullifer är en kräftdjursart som beskrevs av Brodsky 1950. Euaugaptilus parabullifer ingår i släktet Euaugaptilus och familjen Augaptilidae. Inga underarter finns listade i Catalogue of Life.